# BJ・ザ・シカゴ・キッド
BJ・ザ・シカゴ・キッド（BJ the Chicago Kid、本名: Bryan James Sledge、1984年11月23日 - ）は、アメリカ合衆国イリノイ州シカゴ出身のR&Bシンガー、ソングライター。
2001年に音楽活動を開始し、2012年にアルバム『Pineapple Now-Laters』でデビュー。2016年の2作目のアルバム『In My Mind』は第59回グラミー賞で3部門にノミネートされた。2019年には3作目のアルバム『1123』をリリースしている。

## 来歴
1984年11月23日、BJ・ザ・シカゴ・キッドこと、ブライアン・ ジェイムス・スレッジはイリノイ州シカゴで教会の聖歌隊長のもとに生まれた。ジャネット・ジャクソンのツアー公演を見て音楽の道を志すようになり、音楽活動を開始。19歳でロサンゼルスに移り、ゴスペル・デュオのメアリー・メアリーのバックアップ・シンガーとなった。
2006年にはカニエ・ウェストの楽曲「Impossible」に客演で参加する。
2012年2月、デビュー・アルバム『Pineapple Now-Laters』を自主制作でリリースした。その後8月にモータウンとレコード契約を結びアルバムからの楽曲「Good Luv'n」をメジャー・デビューシングルとしてリリースした。
2014年、スクールボーイ・Qの楽曲「Studio」に客演で参加し、第57回グラミー賞の最優秀ラップ／サング・パフォーマンス賞にノミネートされた。
2016年、2作目のアルバム『In My Mind』をリリースする。第59回グラミー賞では最優秀R&Bアルバム賞、「Turnin' Me Up」が最優秀R&Bパフォーマンス賞、「Woman's World」が最優秀トラディショナルR&Bパフォーマンス賞にノミネートされた。
2019年、3作目のアルバム『1123』をリリースした。

## ディスコグラフィ
スタジオ・アルバム
- Pineapple Now-Laters (2012年)
- In My Mind (2016年)
- 1123  (2019年)